# Instytut Podstaw Informatyki Polskiej Akademii Nauk
Instytut Podstaw Informatyki PAN (IPI PAN) – instytut naukowy Polskiej Akademii Nauk, który prowadzi badania podstawowe i aplikacyjne oraz kształci kadry naukowe w dziedzinach takich jak: informatyka teoretyczna, sztuczna inteligencja, lingwistyka komputerowa. Instytut mieści się w Warszawie przy ul. Jana Kazimierza 5.

## Struktura Instytutu[1]
- Zakład Teoretycznych Podstaw Informatyki
  - Zespół Teorii Systemów Rozproszonych i Obliczeniowych
  - Zespół Kryptografii
- Zakład Sztucznej Inteligencji
  - Zespół Podstaw Sztucznej Inteligencji
  - Zespół Analizy i Modelowania Statystycznego
  - Zespół Biologii Obliczeniowej
- Zakład Modelowania Języka
  - Zespół Lingwistyki Formalnej
  - Zespół Inżynierii Lingwistycznej

## Tematyka badawcza
Obecnie prowadzone badania koncentrują się na następujących obszarach nauki:
- matematyczne i logiczne aspekty systemów informatycznych
- rozproszone przetwarzanie informacji, systemy agentowe oraz nowe architektury komputerowe
- bazy danych, systemy rozproszone i inżynieria oprogramowania
- pozyskiwanie i reprezentacja wiedzy, wspomaganie procesów decyzyjnych
- komputerowe metody analizy danych i algorytmy niekonwencjonalne
- inżynieria lingwistyczna
- sztuczna inteligencja

## Współpraca
Instytut bierze udział w licznych projektach badawczych finansowanych ze środków europejskich (m.in. CESAR, ATLAS, NEKST) i krajowych (m.in. SYNAT, CORE, CLARIN-PL).

## Kształcenie kadry naukowej
Instytut w 2010-2015 IPI PAN brał udział w międzynarodowym programie doktoranckim International PhD Projects in Intelligent Computing.
W latach 2011–2015 IPI PAN w partnerstwie z Instytutem Badań Systemowych PAN i Instytutem Biocybernetyki i Inżynierii Biomedycznej PAN im. Macieja Nałęcza rozpoczął kształcenie w ramach Interdyscyplinarnych Studiów Doktoranckich Technologie informacyjne: badania i ich interdyscyplinarne zastosowania.
W 2019 roku z inicjatywy 7 placówek Naukowych powstała Szkoła Doktorska Instytutów PAN Technologii Informacyjnych i Biomedycznych (TIB PAN). Jednostki prowadzące: Instytut Podstawowych Problemów Techniki PAN (koordynator Szkoły), Instytut Biocybernetyki i Inżynierii Biomedycznej im. M. Nałęcza PAN, Instytut Informatyki Teoretycznej i Stosowanej PAN, Instytut Badań Systemowych PAN, Instytut Podstaw Informatyki PAN, Instytut Medycyny Doświadczalnej i Klinicznej im. M. Mossakowskiego PAN oraz jednostka współpracująca Naukowa i Akademicka Sieć Komputerowa – Państwowy Instytut Badawczy. Założeniem Szkoły jest interdyscyplinarne kształcenie doktorantów w obszarze informatyki technicznej i telekomunikacji, inżynierii biomedycznej oraz nauk medycznych, obejmujące m.in. sztuczną inteligencję i cyberbezpieczeństwo oraz nauki obliczeniowe w biologii i medycynie.

## Historia
6 lipca 1961 utworzono placówkę naukową pod nazwą Centrum Obliczeniowe PAN (CO PAN), przekształconą 30 listopada 1976 w IPI PAN. Pierwszym dyrektorem IPI PAN został Zenon Szoda.